# Akagi (manga)
Pour les articles homonymes, voir Akagi.
Akagi (アカギ, Akagi) est un manga écrit et dessiné par Nobuyuki Fukumoto et qui a pour thème le jeu de mah-jong. Il est prépublié dans le magazine Kindai Mahjong entre 1991 et 2018 et est compilé en 36 tomes aux éditions Takeshobo. L'œuvre est un spin-off et une préquelle de Ten, un manga du même auteur également centré sur le mah-jong.
Une adaptation en anime de vingt-six épisodes produite par le studio Madhouse est diffusée entre octobre 2005 et mars 2006 au Japon. Une adaptation en drama de dix épisodes est diffusée à partir de juillet 2015.

## Histoire
En 1958, au cours d'une partie nocturne de mah-jong dans une petite salle tenue par des yakuzas, l'un des participants se retrouve particulièrement endetté et est sur le point de craquer sous la pression du jeu lorsqu'un jeune garçon de treize ans nommé Akagi Shigeru fait irruption dans la pièce. Alors que celui-ci est en train de se faire chasser, le joueur endetté affirme le connaître et lui avoir demandé de venir mais ceci est en fait un mensonge dans le but d'interrompre la partie et faire une pause. Akagi étant trempé, il se réchauffe en observant le jeu reprendre. Ne connaissant absolument rien au mah-jong, il fait cependant plusieurs commentaires au joueur endetté qui lui permettent de gagner. Troublé par ce jeune garçon, il décide de lui laisser sa place pour remonter la pente et lui enseigne très rapidement les règles. Akagi se révélera alors un génie du mah-jong contre lequel les yakuzas endurcis ne pourront rien faire.
Risquant cependant sa vie en battant coup sur coup des yakuzas, Akagi est sauvé par l'irruption de la police qui recherche un jeune ayant participé au « jeu du froussard » : populaire chez les adolescents, il consiste en un duel durant lequel deux voitures foncent à pleine vitesse vers une falaise et la première qui freine a perdu. Les deux voitures se sont retrouvées dans la mer, l'un des participants est présumé mort mais le deuxième a réussi à survivre et se cache quelque part dans le quartier. La police ne pouvant rien prouver contre Akagi, elle est obligée de partir. Cependant, l'un des inspecteurs est persuadé qu'il s'agit bel et bien de lui et décide de rester dans la salle de jeu assister à la partie. Devant ce spectateur inattendu, les yakuzas seront forcés de respecter les règles du jeu et ne pourront pas faire usage de la force contre Akagi qui pourra alors révéler tout son potentiel.
Durant la nuit, Akagi parvient à battre Keiji Yagi, le joueur fétiche des yakuzas appelé à la rescousse, et ce malgré le fait que celui-ci ait triché durant la partie. Après cela, une nouvelle partie est organisée entre Akagi et le champion des yakuzas, Ichikawa, un joueur aveugle possédant une grande acuité. Après l'avoir battu, Akagi disparaît de la circulation et devient introuvable, sa réputation devenant légendaire dans tout le Japon.
Six ans plus tard, en 1964, un nouveau joueur nommé Yukio Hirayama fait irruption en prétendant être le vrai Akagi, profitant de sa ressemblance avec celui-ci, pour impressionner les chefs yakuzas et gagner le maximum d'argent. Le vrai Akagi Shigeru est cependant retrouvé alors qu'il est employé dans une fabrique de jouets. Ayant appris l'imposture, il est curieux de rencontrer ce faux Akagi. Mais il n'a pas l'occasion de l'affronter car celui-ci est battu par Urabe, un joueur professionnel d'un autre groupe yakuza, qui est ensuite lui-même battu par Akagi.
Après sa victoire, Akagi erre sans but, lassé d'une vie sans risques. Le faux Akagi est alors retrouvé mort, vidé de son sang par un trou de seringue au bras. Plusieurs jeunes hommes sont également retrouvés dans la même situation. Le coupable est Iwao Washizu, un vieil homme devenu richissime après une vie passée dans les plus hautes sphères d'influence du Japon d'après-guerre dans lesquelles il a habilement joué de son acuité à prédire les événements pour amasser une fortune considérable. Ayant atteint le sommet, il réalise qu'il n'éprouve plus de plaisir à vivre et commence à jouer contre des adversaires dans des parties de mah-jong où leurs vies sont en jeu. Son duel avec Akagi se déroule selon les règles du « mah-jong Washizu » dans lequel les tuiles sont transparentes et donc où l'on ne peut pas cacher son jeu aux adversaires. Washizu y parie toute sa fortune, et donc possiblement sa ruine, tandis qu'Akagi, un système de pompage sanguin planté dans son bras, y met en jeu sa vie.

## Liste des volumes
| no | Japonais          | Japonais          |
| no | Date de sortie    | ISBN              |
| -- | ----------------- | ----------------- |
| 1  | 24 avril 1992     | 978-4-88475-574-4 |
| 2  | 9 décembre 1992   | 978-4-88475-620-8 |
| 3  | 29 septembre 1993 | 978-4-88475-673-4 |
| 4  | 27 juin 1994      | 978-4-88475-723-6 |
| 5  | 17 avril 1995     | 978-4-88475-799-1 |
| 6  | 27 janvier 1996   | 978-4-8124-5005-5 |
| 7  | 10 juillet 1997   | 978-4-8124-5138-0 |
| 8  | 27 avril 1998     | 978-4-8124-5193-9 |
| 9  | 27 février 1999   | 978-4-8124-5281-3 |
| 10 | 27 novembre 1999  | 978-4-8124-5333-9 |
| 11 | 27 août 2001      | 978-4-8124-5544-9 |
| 12 | 26 janvier 2002   | 978-4-8124-5616-3 |
| 13 | 27 juin 2002      | 978-4-8124-5670-5 |
| 14 | 27 mars 2003      | 978-4-8124-5792-4 |
| 15 | 27 février 2004   | 978-4-8124-5917-1 |
| 16 | 27 septembre 2004 | 978-4-8124-6022-1 |
| 17 | 7 juin 2005       | 978-4-8124-6187-7 |
| 18 | 27 février 2006   | 978-4-8124-6436-6 |
| 19 | 17 janvier 2007   | 978-4-8124-6549-3 |
| 20 | 17 juillet 2007   | 978-4-8124-6711-4 |
| 21 | 26 avril 2008     | 978-4-8124-6820-3 |
| 22 | 17 février 2009   | 978-4-8124-7035-0 |
| 23 | 5 octobre 2009    | 978-4-8124-7165-4 |
| 24 | 11 juin 2010      | 978-4-8124-7287-3 |
| 25 | 27 juillet 2011   | 978-4-8124-7640-6 |
| 26 | 17 juillet 2012   | 978-4-8124-7931-5 |
| 27 | 17 juillet 2013   | 978-4-8124-8344-2 |
| 28 | 10 décembre 2013  | 978-4-8124-8469-2 |
| 29 | 2 mars 2015       | 978-4-8019-5202-7 |
| 30 | 1er août 2015     | 978-4-8019-5335-2 |
| 31 | 16 mai 2016       | 978-4-8019-5521-9 |
| 32 | 26 septembre 2016 | 978-4-8019-5636-0 |
| 33 | 15 décembre 2016  | 978-4-8019-5704-6 |
| 34 | 15 avril 2017     | 978-4-8019-5908-8 |
| 35 | 1er novembre 2017 | 978-4-8019-6094-7 |
| 36 | 27 juin 2018      | 978-4-8019-6308-5 |